# Hannelore Kraft
Hannelore Kraft, nascuda Külzhammer, (Mülheim, 12 de juny de 1961) és una política alemanya, que va ser Ministra-Presidenta de l'estat federat alemany (Land) del Rin del Nord-Westfàlia des del 14 de juliol de 2010 al 27 de juny de 2017. Aiximateix, també ocupà la presidència del Bundesrat per al període 2010-2011. Fou la primera dona que ocupà tant el càrrec de l'estat com el del Bundesrat.

## Biografia
Va néixer a Mülheim, en plena Conca del Ruhr, a l'estat del Rin del Nord-Westfàlia el 12 de juny de 1961. És casada i té un fill. Quan era jove era catòlica, tot i que més tard es convertí al luteranisme.
L'any 1980 es graduà, i inicialment es formà com a banquera. Més tard, el 1982 es matriculà en economia a la Universitat de Duisburg-Essen. Entre 1986 i 1987 estudià al King's College de Londres, després retornà a Duisburg, on va finalitzar els seus estudis el 1989.
Entre 1989 i 2001, Kraft fou consultora i cap del projecte al Centre per la Innovació i la Tecnologia (ZENIT GmbH) a Mülheim, també fou la cap de l'European Info Centre local.
El 1994 ingressà al Partit Socialdemòcrata d'Alemanya (SPD), i el 2 de juny de 2000 fou elegida com a diputada al parlament del Rin del Nord-Westfàlia, fou reelegida el 2005 i el 2010.
El 24 d'abril de 2001 fou nomenada Ministra Regional d'Afers Federals i Europeus del seu land, fins que el 12 de novembre de 2002 quan fou nomenada Ministra Regional de Ciència i Recerca, càrrec que va mantenir fins al 31 de maig de 2005.
Després de l'estrepitosa derrota de l'SPD a les Eleccions al Rin del Nord-Westfàlia de 2005 del 22 de maig de 2005, fou elegida amb el 95,7% dels vots dels delegats com a nova portaveu del SPD al parlament regional, derrotant a Edgar Moron.
El 20 de gener de 2007, després de la dimissió de l'anterior president Jochen Dieckmann, fou elegida presidenta de l'SPD al Rin del Nord-Westfàlia.
El 13 de novembre de 2009 fou elegida com un dels quatre vicepresidents de l'SPD a nivell federal, sota Sigmar Gabriel, a més a més, Kraft va rebre el màxim nombre de vots per aquesta posició.
A les eleccions regionals del 9 de maig de 2010, la coalició governant formada per CDU i FDP va perdre la majoria absoluta, això va fer que s'obrissin les possibilitats d'un retorn de la socialdemocràcia a l'estat. Després de diversos intents fallits d'aconseguir una majoria, es va veure obligada a governar amb minoria amb l'Aliança 90/Els Verds, formant 90 diputats (67 pel SPD i 23 pels Verds, respectivament, sobre 181), mentre que l'oposició en tenia 91 (67 per la CDU, 13 pel FDP i 11 per Die Linke). L'abstenció d'aquest últim partit, va permetre que el 14 de juliol de 2010 fos elegida, amb 90 vots a favor, 80 en contra i 11 abstencions, Ministra-Presidenta de Rin del Nord-Westfàlia.